# Rogério Nogueira
Rogério Nogueira Lopes Cruz (Indaiatuba, 29 de março de 1969) é um empresário, Piloto de Motocross e político brasileiro, filiado ao Partido da Social Democracia Brasileira (PSDB). Em seu currículo, acumula experiências importantes que, cada vez mais, o credenciam para o relacionamento com o governo do estado, presidindo Comissões importantes da Assembleia legislativa e atuando como líder de bancada por quatro anos. Também foi membro da Mesa Diretora da Alesp, ocupando a função de 2º Secretário da Casa, de 2021 até março de 2025. Atualmente, é líder da Federação PSDB/CIDADANIAa, a terceira maior bancada da Alesp, com a confiança depositada por seus colegas de Legislativo.

## Carreira no esporte
Logo aos 14 anos de idade descobriu sua vocação para o Motociclismo e passou a colecionar vitórias no esporte. Conquistou inúmeros campeonatos, como o Brasileiro de Motocross e de Supercross, Paulista, Sul-Americano, Latino-Americano e por duas vezes alcançou o lugar mais alto do pódio da Copa das Federações.
Com todo o seu prestígio como atleta, conquistou para Indaiatuba o CETH (Centro Educacional de Trânsito Honda), que oferece aulas teóricas e práticas de pilotagem para todo o País desde 1998.

## Na política

### Primeira eleição
Em 2002, Rogério Nogueira deixou as pistas e passou a se dedicar à política, com o objetivo de auxiliar os municípios na busca por recursos estaduais. Mais uma vitória, na qual se elegeu deputado estadual com 59.097 – votação surpreendente para a disputa da primeira eleição.

### Reeleitoem 2006[9], 2010[10], 2014[11], 2018[12]e 2022[13]
Em reconhecimento da população ao seu dedicado trabalho por toda a região, foi sucessivamente reeleito em 2006, 2010, 2014 , 2018 e 2022. A confiança dos eleitores é resultado de suas conquistas de milhões em recursos para investimentos em diversas áreas, ao longo de todos os mandatos. Novamente reeleito em 2022, com mais uma expressiva vitória, atingiu seu recorde de votação: 139.756 votos. Foi também o deputado estadual eleito pela RMC (Região Metropolitana de Campinas) com o maior número de votos, para seu sexto mandato na Assembleia Legislativa do Estado de São Paulo (Alesp).

### Experiência
Em seu trabalho por mais de 180 cidades, ultrapassou a casa dos R$ 720 milhões em emendas, recursos e programas destinados aos municípios, para investimento nas áreas prioritárias à população, como saúde, educação, segurança, infraestrutura, saúde animal e esporte. Também conquistou muitos benefícios para os municípios, incluindo a implantação de postos do Poupatempo em dezenas de cidades, pavimentação de vias, novas escolas estaduais, além de reforma e quadras cobertas para escolas existentes.

### Atuação parlamentar
Ao longo dos mandatos, apresentou 345 projetos de leis para o Estado de São Paulo, com a aprovação de diversas leis importantes, com a aprovação de diversas leis importantes como a que assegura às mulheres o direito a acompanhante durante as consultas e procedimentos médicos, a proibição da produção e comercialização de penas de aves e a proibição do uso de canudos plásticos, a obrigatoriedade de reserva de poltronas especiais para pessoas obesas em transportes públicos, cinemas e outros.

Em seu currículo, acumula experiências importantes que, cada vez mais, o credenciam para o relacionamento com o Governo do Estado, presidindo Comissões importantes da Assembleia Legislativa e atuando como líder de bancada por quatro anos. Também foi membro da Mesa Diretora da Alesp, ocupando a função de 2º Secretário da Casa, de 2021 até março de 2025. Atualmente, é líder da Federação PSDB/CIDADANIA, a terceira maior bancada da Alesp, com a confiança depositada por seus colegas de Legislativo.